# Karl Ferdinand Ignatius
Karl Emil Ferdinand Ignatius, född den 27 oktober 1837 i Björneborg, död den 11 september 1909 i Helsingfors, var en finländsk historiker, statistiker, senator 1885-1900 och 1905-08. Han var far till Kaarlo, Hannes Ignatius och Katri Bergholm.
Som chef för Statistiska centralbyrån från 1870 utvecklade Ignatius finländsk statistik till högre europeiska nivåer. I början av 1880-talet omorganiserade han statistiska byrån (som innan varit under Gabriel Reins ledning) till Statistiska centralbyrån. Ignatius tillhörde sedan studentåren det finska partiet och stod personligen dess ledare Yrjö Koskinen nära. Under intryck av förryskningspolitiken anslöt han sig senare till de konstitutionella och räknades efter sekelskiftet som en av det ungfinska partiets ledare. Tillhörde den ungfinska senaten efter storstrejken 1905.

## Utmärkelser
- Sankt Stanislausorden, andra klassen,  1876[1]
- Sankt Annas orden, andra klass,  1880[1]
- Sankt Vladimirs orden, fjärde klassen,  1883[1]
- Officer av Italienska kronorden,  1884[1]
- Sankt Vladimirs orden, tredje klass,  1887[1]
- Sankt Stanislausorden, första klassen,  1892[1]
- Sankt Annas orden, första klass,  1897[1]

[Redigera Wikidata]

## Publikationer
- Bidrag till södra Österbottens äldre historia (1861)
- Suomen maantiede kansalaisille (1880-90)